# José María Álvarez Mendizábal
José María Álvarez Mendizabal y Bonilla (Las Pedroñeras, província de Conca 14 d'agost de 1891 - 21 de febrer de 1965) fou un advocat i polític espanyol. Era besnet de Juan Álvarez Mendizábal.

## Biografia
Membre de la burgesia terratinent i emparentat amb el general Franco, va iniciar la seva carrera política amb la proclamació de la Segona República Espanyola obtenint un escó per la circumscripció de Conca en les eleccions de 1931, 1933 representant al Partit Republicà Radical, i a les eleccions de 1936 com a independent. Va ser ministre d'Indústria, Comerç i Agricultura entre el 30 de desembre de 1935 i el 19 de febrer de 1936 al govern que va presidir Manuel Portela Valladares.